# 259

## Починали
- Салонин, римски император